# 細野由華
細野 由華（ほその ゆか、1981年3月27日 - ）は、日本の元タレント、ピアニストである。既婚者。旧姓での本名同じ。愛知県名古屋市出身。

## 来歴
東京生まれ。その後すぐにオランダで4年間、ドイツで1年間生活した後に日本へ帰国。高校卒業までを名古屋で暮らした。兄は小児科医。名古屋市立菊里高等学校音楽科を経て、フェリス女学院大学音楽学部演奏学科（器楽コース、ピアノ専攻）卒業。また、卒業後更に1年間をかけ同大学のディプロマコースを修了。中学・高校の教員免許を取得。他に、ヤマハ音楽教室のピアノ教師の資格も持っている。
1999年の暮れ、当時大学1年生の学校帰りの時に、横浜駅で芸能事務所「ローレン」のスタッフ2名（内1人は社長）によってスカウトされる。2002年、「ローレン」から「オスカープロモーション・モデル本部ヤング部」に移籍。 オスカープロモーション所属の女性芸能人によって結成された芸能人女子フットサルチーム「表参道BEAUTY」のメンバーでもあった。
2005年11月1日よりブログ『細野由華のおでこ日記』を開始するも、その更新頻度は非常に低く、2007年2月6日を最後に更新が止まってしまう。更にはコメント欄・トラックバック機能も廃止される。この件について本人から一切のコメント・報告がなされないまま約5ヶ月が経った6月27日に、一度だけ当ブログが更新されたが、それまでの空白の数ヶ月間の経緯や今後の進退などについては、特に明かす事は無かった。
2008年、新たに芸能事務所「セント・フォース」に所属し、同年3月29日より日本テレビ『あさ天サタデー』へレギュラー出演する事で芸能活動を再開した。 そして同日付より、当番組の公式HPにて新ブログ『ユカいなおでこ日記』も開始。また、所属事務所「セントフォース」の公式携帯サイト『アナウンサー/セントフォース』でも、同年11月25日からブログを開始した。2009年5月5日に、2歳年上の一般男性と入籍した事を自身の公式携帯ブログにて報告した。 同月17日に行われた挙式には、友人の佐藤弥生、竹井美咲、白石みき、今城理菜、明治亜貴子（旧芸名：白崎貴子）らが御祝いに駆けつけている。また、同年9月26日と12月6日放送のBS-TBS『浅草キッド 時事魂!』にて、結婚相手が経済産業省の官僚である事も明らかにした。
2010年8月14日より、アメーバブログにて新ブログ『ゆか日記』を開設。そして夫がアメリカの大学へ2年間の留学をする事になった為、同年7月上旬より自身も一緒にボストンへ既に移住していた事を明かした。同年12月に妊娠していることを発表し、2011年5月22日、第1子となる女児を出産した。このためセント・フォースとの契約を解除。
夫の大学卒業に伴い、2012年6月に帰国。その後は主婦・子育てに専念。2013年8月5日、第2子となる男児を出産した。

## 所属事務所
ローレン（現：サムライム）　→　オスカープロモーション・モデル本部ヤング部（2002年より）　→　オスカープロモーション・芸音本部（2006年12月末日退社）　→　セント・フォース（2008年 - 2011年10月）

## 所属ユニット・チーム
- トレッ娘 （2000年 - 2001年）
- Miss JABAN! （2001年）
- ビバ!ガールズ （2006年）
- 表参道BEAUTY （2006年）
- STA★COLLEガールズ （2006年）

## コンテスト受賞歴
- 『トレカアイドルオーディション』ノミネート
『トレカアイドルオーディション』第1シリーズでの、全24名のノミネートメンバーによる「トレッ娘」の一員としてデビュー。（2000年4月 - 9月）
- 『第1回 CLICK-i QUEEN』グランプリ受賞（2000年9月4日、雑誌『CLICK-i』誌上にて）
- 『アイドル・スーパーセレクション2001-TR』に進出
『トレカアイドルオーディション』のメンバー全24名中、上位5名に、同事務所の中島舞と共に選抜され、第2シリーズである『アイドル・スーパーセレクション2001-TR』に進出（2000年11月 - 2001年）。
- 『ワイルドブルーヨコハマ』キャンペーンガール
（2001年度。小谷美裕、才谷ゆきこ、佐藤ゆりなと共に、「Miss JABAN！」を結成し、2001年2月29日に初お披露目された。しかし、ワイルドブルーヨコハマの閉鎖が1年たたずして決定し、最後のキャンペーンガールのひとりとなった）
- 『第11回　ニューカレドニアプリンセスコンテスト』 準ミス受賞
（2001年3月31日 、内村香織とのW受賞。 於：新宿「スタジオアルタ」）
- 『JAL リゾッチャビンゴ』イメージガール（2001年、JALの機内VTRに出演）
- 『第34回　家永ピアノ・オーディション』合格（2007年、家永音楽事務所主催。同演奏会にも出演）

## 主な出演作品

### テレビドラマ
連続ドラマ
- ヤンキー母校に帰る （TBS、2003年10月10日）
  - 第1話「涙の編入式」にエキストラ出演
- 世界の中心で、愛をさけぶ （TBS、2004年9月10日）
  - 最終話「かたちあるもの」にエキストラ出演
- 革命ステーション5+25 （YBS、2009年11月23日 - 。元々はLISMO VideoによるWEBドラマ）

単発ドラマ
- 号外!事件記者三咲(2) 〜 耐震偽装サギ殺人事件 （テレビ東京、2006年5月17日）- 西小枝子刑事役

### バラエティ番組
- シブヤ姫の湯 （KBS京都・テレビ埼玉、2000年5月 - 2001年3月）
2000年10月からは『シブ姫!』に改題。 「トレッ娘」としての出演。
- 品庄内閣 （TBS、2001年10月10日）「Miss JABAN!」の4人で出演
- 王様のブランチ （TBS、2003年7月5日 - 2005年4月30日卒業。尚、2005年5月7日に最後のレポートVTRで出演）
- 王様のお夜食 （TBS、2003年7月25日 - 2004年10月1日）
- 明石家サンタの史上最大のクリスマスプレゼントショー2004 （フジテレビ、2004年12月24日）
石橋奈美・橋本愛実・原理恵子と共にアシスタントとして出演
- こんにちわ!オスカーヤング部だよ （パンチクラブ、2005年8月5日）
当時同じオスカー所属だった彩月貴央・南明奈と共に出演
- めざましテレビ公認 わがまま!気まま!旅気分 （BSフジ、2006年1月21日）
青田典子と共にハウステンボス・佐世保市を紹介
- 二人の自遊旅行 （BS日テレ、2006年2月15日、岡山県を紹介）
- マジモテ☆三人組
（エンタ!371、2006年3月21日 - 4月9日の第9回分）
当時同じオスカー所属だった南明奈・沖玲奈・駒宮美都季と共に出演
- やっぱりみなと ぐぐっとgood! （みなとケーブル、2006年4月 - 2007年4月）
東京都港区の広報番組。「まんてん☆スマイル」というコーナーにて、港区内の各小学校を紹介するレポーターを務めた。
- ビバ!プリプリッ（ディノスチャンネル、2006年4月 - 2007年4月6日）
同じオスカー所属の3名（山口美紀・白崎貴子〔後に明治亜貴子に改名〕・浜野由佳）と共に「ビバ!ガールズ」結成
- めざましテレビ「きょうのわんこ」 （フジテレビ、2006年11月16日） 実家・母親・愛犬が出演
- たかじんONEMAN （毎日放送、2006年12月5日）
- あさ天サタデー （日本テレビ、2008年3月29日 - 2009年3月28日）
「エンタメコーナー」・「いいモノ! 見たい! 知りたい!」・「とくとくHOTナビ」を担当。
- 音楽戦士 MUSIC FIGHTER （日本テレビ、2008年5月9日 - 10月10日）
インタビュアーとしてセミレギュラー出演。インタビューした相手は、2008年5月9日…Base Ball Bear、6月13日…DEEN、7月18日…逗子海岸の海の家「音霊 OTODAMA SEA STUDIO」前にてキマグレン、8月8日…HOME MADE 家族、9月12日…中川翔子、10月10日…倖田來未。
- ワザあり! 菅下清廣の株式道場 ザ☆ネクスト
（CS ダイワ・證券情報TV、2009年4月18日 - 2010年3月13日。月一放送の全12回） 浅草キッドとの共演。アシスタント。
- 浅草キッド 時事魂! （BS-TBS）
2009年5月30日、9月26日、12月6日、2010年3月6日にアシスタントとして出演。
- 女神のマルシェ （日本テレビ）
2009年7月31日、8月28日、9月11日・18日、10月2日・16日・30日、11月20日・27日、12月11日に出演。
- 第2回 貝印スイーツ甲子園 （BSフジ、2009年10月18日）

### ラジオ
- AIR CRUISE SPECIAL （2001年6月16日、fm yokohama）
ワイルドブルーヨコハマからの生中継で「Miss JABAN！」の4人で出演。当日は番組のラジオCMにも出演した。
- 志村けん First Stage 〜はじめの一歩〜
（JFN系、2005年7月30日にゲスト出演。録音放送）
- NACK ON TOWN （NACK5）
2005年11月7日に、澤美代子が休暇を取った為の代役として出演し、土屋滋生と共にメインパーソナリティーを務めた。
また、3年後の2008年11月10日と11日にも同じパターンで代役出演し、再びメインパーソナリティーを務めた。

### CM
- ニベア花王 『8×4』（カラオケ編、キャンパス編）（2002年 - 2003年、上戸彩との共演作）
- シャトレーゼ 『清里高原なめらかアイス』、『フルーツのジュレ』
（2005年7月10日にフジテレビ系で放送されたゴルフ中継番組『シャトレーゼクイーンズカップ・最終日』内でのインフォマーシャル。山梨ロケ作品）
- ワールド（消費者金融）「無理して借りちゃダメですよ篇」
（2005年11月1日 - 、九州地区のみのOA）

### スチル広告モデル
- NTTDoCoMo 『FOMA』（カタログ、2002年）
- SONY 『デジタルカメラ サイバーショット』（カタログ）
- 第59回・靖国神社みたままつり （チラシ&ポスター、2005年7月13日 - 16日開催）
- EPSON 『カラープリンター』
- NTTDoCoMo （雑誌用広告、2006年1月）安田大サーカス・長州小力との共演

### PV
- Every Little Thingの「frajile」のカラオケ用PV （2001年、荒川土手ロケ）

### WEB
- Web英知（2001年春、中島舞と共に出演）
- movic『山岸伸写真館』（2001年6月、i-modeコンテンツ、待受画像を配信）
- TBS『王様のブランチ』（2003年 - 2005年、モバイルコンテンツ、待受画像&ボイスの配信）
- マイクロソフト『赤坂タブレットPC　編集記者シリーズ』 （2004年2月6日 - 9月30日の全7回）
- 東京電力（TEPCOひかり）・casTY 『ひかり荘』
（ライブチャット出演。2004年4月25日,5月16日,6月30日,7月11日,8月8日,9月19日の計6回）
- ShowTime　デジタル写真集 『細野由華　プリンセスツアー』（2004年）
- 素顔の告白 「最新DVD FLASH」
（2004年8月30日 - 9月26日、DVD『プリンセスツアー』の紹介）
- オスカープロモーション 『Oscar Beauty Talk 冬・オスカープロモーション所属モデルの「美」情報』 （2004年12月）
- セブンドリーム・ドットコム　image.tv 宮澤正明電脳写真館 ザッツ・グラビア　『極・彩・色・娘』
（2005年3月18日 - 2006年9月30日に配信された有料動画）
尚、2006年10月1日からは、講談社「image.tv ハイパーグラビア・SEXYコレクション」にて継続配信。
- 携帯版 『宮澤正明写真館』（2005年3月、モバイルコンテンツ、待受画像を配信）
- e-cools・インターネットマガジン（雑誌型Webサイト） 『AN-NA（アンナ）』
（「キラリ☆発見　細野由華のこだわりプロデュース」のページを担当。
2005年5月23日配信の創刊号 - 7月23日配信の第3号までの計3回掲載）
- LIVE PARK 『premium Live』
（ライブチャット出演。2005年6月23日,8月5日,9月20日,10月18日,11月15日,12月15日,2006年1月18日,2月24日,3月23日,4月21日,5月19日,7月11日,8月10日の計13回）
- 松田忠雄館 Kiss Collection 『細野由華 キスコレ vol.1 - vol.2』 （2005年、iモード専用サイト）
- ブログ 『細野由華のおでこ日記』 （2005年11月1日 - 2007年6月27日）
- ビクターエンタテインメント 『Girls Cube』 （2005年11月 - 2006年10月31日）
- ワールド（消費者金融）のCM動画配信
（2005年11月 - 2007年4月、「無理して借りちゃダメですよ篇」・「父のプレゼント篇」・「母娘旅行篇」の3パターン。 尚、父篇・母篇の2つはTV放映はされず、WEBでのみの公開作品）
- 雑誌ネット 『私のおすすめ』 （2006年11月 - 2007年1月）
- ブログ 『ユカいなおでこ日記』 （2008年3月29日 - 2009年3月28日）
- 『アナウンサー/セントフォース』
（2008年11月25日 - 、所属事務所「セントフォース」の公式携帯サイト内のブログ）
- LISMO Video 『革命ステーション5+25』
（2009年7月6日 - 、全25話。企画・原案：堤幸彦のWEBドラマ。後にDVD化。また、YBSでも放送） モーテレアナウンサーの桜井由里役

## 雑誌
ローレン時代
- アイドルデータ（2000年・Vol.3とVol.4に「トレッ娘」として掲載）
- Girls!（2000年・Vol.3、2001年・Vol.4とVol.5に「トレッ娘」として掲載）
- CLICK-i（2000年9月号と11月号、2001年1月号と3月号。尚、2000年9月号は本人登場のCD-ROM付）
- sabra（2000年11月23日号）
- 週刊実話（2000年12月7日号、初のソロ表紙）
- スコラ（2001年1月号）
- カー・アンド・ドライバー（2001年3月10日号）
- 週刊アスキー（2001年6月12日号）
- PHOTO SHOT（2001年4月・Vol.48。中島舞との共演掲載）
- ウォーB組（2001年6月号に「Miss JABAN!」の4人で）
- アクションカメラ（2001年6月号。撮影は2001年5月14日に相模湖にて、中島舞と合同で行った）
- Namper（しろうとグラフィック・ナンパー）（2001年6月号の表紙に中島舞と共に登場）
- 月刊カメラマン （2001年3月号、「フォト講座」のモデル）
- 月刊デ・ビュー （2001年4月号と6月号）
- BOMB（2001年4月号）
- 月刊ヤングマン（2001年6月号に中島舞と共に掲載）
- 月刊audition（2001年6月号、ニューカレドニアプリンセスの記事）
- 月刊 click-i スカウト（2001年6月号、ニューカレドニアプリンセスの記事）
- YOKOHAMA Walker（2001年6月12日号、「Miss JABAN!」の4人）
- 月刊ヤングビンタ（2001年7月号、「Miss JABAN!」の4人で）
- Bang（2001年8月号、「Miss JABAN!」の4人で）
- 月刊アサヒ芸能エンタメ!（2001年8月号、「Miss JABAN!」の4人で）
- i cupid（2001年8月号、「Miss JABAN!」の4人で。本人登場のCD-ROM付）
- 海賊 No.1（2001年9月号、「Miss JABAN!」の4人で）
- みこすり半劇場巨乳ちゃん（2001年9月号、「Miss JABAN!」の4人で）
- Chuッ スペシャル（2001年9月号、表紙&グラビア）

オスカープロモーション時代
- 週刊ヤングジャンプ （2003年6月5日号、「ドキドキ初体験グッズプレゼント」のコーナーモデル）
- メルちょ@（2003年7月14日号、21ページ目の右側）
- ドカント（2004年4月号、132ページ目にDVD「プリンセスツアー」の紹介記事）
- サイゾー（2004年5月号、9ページ目にDVD「プリンセスツアー」の紹介記事）
- スコラ（2004年8月号、グラビア2ページ）
- 月刊アサヒ芸能エンタメ!（2005年4月号で表紙&グラビア）
- EX大衆（2005年9月号、茨城県那珂市にて「地ビール手作り体験ツアー」）
- Best Gear（2005年9月号、デジタルカメラの紹介）
- 週刊大衆（2005年9月19日号の表紙）
- 週刊プレイボーイ（2005年11月1日号、グラビア）
- 週刊アサヒ芸能（2005年11月17日号の表紙）
- 週刊プレイボーイ（2006年4月18日号のグラビア“華の季節”4ページ）
- ニッキン（日本金融通信社が発行する週刊新聞紙。レギュラー企画『ちょっと一言』内の「“伝える仕事”が大好き」の回に登場。2006年7月14日号・14面）

## DVD・ビデオ
- トレッ娘プロモーションビデオ （2000年6月3日のトレッ娘イベントにて、限定100本の販売）
- 細野由華 in LOVE フォルティシモ （JVD、2001年7月6日）サイパンロケ作品
- 中島舞 in LOVE ぴょぴょ （JVD、2001年7月6日） ゲスト出演
- 細野由華 （日本メディアサプライ、2001年11月2日）
- プリンセスツアー （アストロシステムジャパン、2004年2月28日）沖縄ロケ作品
- Like a Innocent （ビクターエンタテインメント、2005年11月23日）サイパン&代々木公園ロケ作品
- 木下順介の好好風水　（アートポート、2006年12月）アシスタント
- 革命ステーション5+25 （2009年、全3巻）

## CD・レコード
- HELLO my name is　c/w　VENUS
2000年春、「トレッ娘」名義でのリリース。CD版はトレカBOXの中のオマケとして販売。12inchのアナログレコード版はCISCO系レコード店にて限定500枚で発売されたが、予約だけで完売した。

## 書籍
- 王様のブランチ問い合わせランキングBOOK 行列のできる食BEST50 （2004年上半期版） （講談社、2004年1月）
- 王様のブランチ問い合わせランキングBOOK 予約殺到の宿BEST50 （2004年上半期版） （講談社、2004年1月）

### 写真集
- Miss JABAN! 〜 WILDに行こう! （ケイエスエス、2001年7月2日）

## イベント出演歴
- トレッ娘・デビュー記念トークライブ
（2000年6月3日・昼の部、新宿ロフトプラスワン。トレッ娘メンバー23名で出演）
- トレッ娘・サイン会
（2000年12月10日、東京ドームシティ「プリズムホール2」。トレッ娘メンバー15名で出演）
- JSCAカードショー
（2000年12月23日、池袋「サンシャインシティalpa & ワールドインポートマート」。トレッ娘メンバー8名で出演）
- トレッ娘・サイン＆握手会
（2001年2月24日・第二部、下北沢「K-STADIUM」。中島舞と2人で出演）
- 第9回 マリンダイビングフェア ／ 海と島の旅フェア2001
（2001年4月6日 - 8日、池袋「サンシャインシティ・文化会館コンベンションセンターTOKYO・C&Dホール」。ニューカレドニアプリンセスコンテストの第11回受賞メンバーと共に出演）
- fm yokohama『AIR CRUISE SPECIAL』生中継イベント
（2001年6月16日、ワイルドブルーヨコハマ。「Miss JABAN!」の4人で出演）
- DVD『プリンセスツアー』発売イベント（2004年3月14日、秋葉原「石丸電気SOFT2」）
- DVD『Like a Innocent』発売イベント（2005年12月11日、秋葉原「石丸電気SOFT2」）
- 第34回 家永ピアノ・オーディション合格者披露コンサート
2007年5月18日、千駄ヶ谷「津田ホール」。 オリヴィエ・メシアンの『鳥のカタログ　第13番・ダイシャクシギ』を、8分30秒間に渡り演奏した。当日は、母親・兄・妹・佐藤弥生らも応援に駆け付けた。

## 人物・特徴
- 性格
  - 恥ずかしがり屋。ボーっとしていて楽天家。マイペース。のんびり屋で抜けている所がある。感動屋で涙もろい。一人で居るのが好き。くすぐったがり。テレビはあまり観ない。マンガもあまり読まない。カラオケもあまり行かない。
  - 本人曰く「割と体育会系でやんちゃ坊主。じっとしていられない子で、結構傷があったりする。」
  - 自称「1日20時間は笑っている」「嫌な事があっても忘れちゃう」と言う位、ニコニコしている事が多い。
  - 思い出し笑いが多い。（ITmediaにて本人談）
  - 昔から“妹キャラ”で、学校でも「由華!行くよ!」と、いつも誰かに連れて行かれる感じだった。
  - 運動が大好き。本人曰く「基本はよく歩く事!」。
- 特技
  - ピアノ（3歳からスタート。絶対音感の持ち主。ピアノの背面弾きが得意）
  - 珠算&暗算
  - 水泳（小学校時代に水泳部の女子キャプテン）
  - 剣道（小学校6年まで父・兄・妹と共に習っていた。当時副キャプテンを務め、名古屋市の大会では優勝もした）
  - 小さい折鶴を折る事
- オランダの南ホラント州Voorschoten（フォールスホテン）に住んでいた3歳の頃よりピアノを習い始め、以来ずっとピアニストを目指してきた。高校もピアノ科に進学。多い時は1日に16時間も弾いていたほど。そして夏休みの間もピアノ漬けだった為、一年中真っ白い肌をしていた。指先が切れたり内出血しながら発表会に出ていた。　特に近代音楽・現代音楽に興味を持ち、東京都港区南麻布のドイツ大使館、更にはドイツ国内でのリサイタル等、あらゆる場所で精力的な演奏活動を行う。　また、C.Holstein、松原美代子、由良香代子、菊池タカミ、佐野翠、宇野恭子、久保みち、田村安佐子、佐々木弥栄子、S.Seebassなど、これまでに数多くの教師陣にも師事してきた。　得意曲には、リチャード・クレイダーマンの『渚のアデリーヌ』、オリヴィエ・メシアンの『鳥のカタログ』などがある。
- 大学1年の時から数年間に渡り、毎週日曜日の朝10時より、ボランティアでずっとピアノの家庭教師をしていた。 生徒は「みいちゃん」と言う女の子とその母親。 2人からは「細野先生」と呼ばれ、みいちゃんが3歳の時から教えていた。
- 「絶対音感」は持っているが「相対音感」が無いので、相対音感を持っている人に憧れている。
- 嫌いな音楽は、“ガチャガチャした音楽”。
- 夜10時になると眠くなる。8時間睡眠がBEST。しかし実際は平均5時間ほど。また、お酒を飲んでも眠くなってしまう体質。
- ロケバスに乗った瞬間に寝るほど寝つきが良い為、ブランチ時代は『眠り姫』と呼ばれていた。
- 好きな男性のタイプは「優しくて誠実、不器用で嘘をつかない、目が綺麗な人」。また、大のお父さん子だった為、年上やオジサンが好き。
- 好きなタイプの芸能人は、諸星和己（小学校低学年時）、柏原崇（2001年5月14日時）、南こうせつ（2004年3月14日時）。
- 好きな女優は、萬田久子、藤原紀香、松嶋菜々子など。
- 目標とする女優は稲森いずみ（2000年時）。
- 好きな色は赤・ピンク・黄。
- 好きな食べ物は、おくら、レアチーズケーキ、ポッキー。
（ポッキーは、黒ごま、Franの森いちご、ムースポッキー等がお気に入りだが、やはり昔のシンプルなものの方が好き）
- 好きな事や物
（音楽鑑賞、絵画鑑賞、切手鑑賞、ピアノ、絵を描く事、森林浴、絶叫マシン、ケチャダンス、オリーブオイル、ミッフィー、星型のアクセサリー）
- 空に浮かんでいる物が好き。雲・星・雨・雪・飛行機など。特に飛行機が好きで、上京後にまず行ったのが羽田空港だった程。
- 好きな虫は強いて言えば「てんとう虫」。
- 小さい頃から「東京」にも「芸能界」にも興味があった。
- 山よりも海派。
- ウーパールーパーが気持ち悪くて嫌い。
- 一番嫌いなものは「守られない約束」や「嘘」。
- 英語の筆記が得意で、中学3年間英語の成績は「オール5」だった。
- 取得免許
（普通自動車第一種免許、中型二輪免許、中学&高校の教員免許、ヤマハ音楽教室のピアノ教師の資格）
車の免許は大学3年の春に取得。 赤い車が好き（兄の車の影響）。
- 「163 cm」という身長に対し、由華本人は低いと感じていて不満を持っている。本人曰く「もっと高くなりたい」との事。兄弟は3人とも由華より背が高い。
- 新陳代謝や体温変化が激しい。
- 一番のチャームポイントは「広いおデコ」。その縦幅は当初「8 cm」だと発表していたが、実際には約11cmもあった。
- 癖は右目だけをつむる事。右目の瞼に傷がある。
- ドイツ帰りの名古屋弁で、いまだに時々訛る。 幼少期はオランダ語・ドイツ語共にペラペラだったが、帰国後2ヶ月で全て忘れてしまった。
- 細野家の本籍は広島県。
- 亡き祖父は零戦の開発スタッフだった。小牧空港の零戦展示室には祖父の写真が貼られていた。また、ヴァイオリンを嗜む人でもあった。
- 転勤族だった父親は外資系の某一流自動車メーカーに勤務。由華曰く「父は顔が渡哲也で体型は山本圭一」との事。身長は183cmもあり、剣道は5段の腕前。母は元・英語教師で、現在は自宅で英語教室を開いている。医学部卒の兄は、「カズマくん」と名付けた真っ赤な愛車のBMWを駆る現役医師。姉は171cmのスラリとした長身を誇るバレリーナ。そして妹は英語がペラペラと、実に才に富んだ類稀なる家族を持つ。また、由華に対して妹曰く「私の自慢のお姉ちゃん!」との事。
- 髪質は完全なストレートで、色素が薄く栗色。（本人は癖毛に憧れている）
- 顔が乾燥肌の為、クレンジングをした後はすぐに保湿をしている。
- マニキュアは高値の「O・P・I」の物を愛用。
- 「AQUA GIRL」の水色のチェック模様のバッグと、「Pinky&Dianne」のダークブラウンの化粧ポーチを愛用（2004年の春）。
- 「GUCCI」の黒色のバッグを愛用（2005年の夏）。
- 部屋には常に花を絶やさない。
- 誰かに似ていると言われる事が多い
（米倉涼子、上戸彩、西尾由佳理アナ、ピンク・レディーの未唯、加藤ローサ、Sowelu、キム・テヒ、山口もえ、中村仁美アナ、釈由美子など）
- 声が似ていると言われた有名人（いとうまいこ、ピンク・レディーの未唯）
- 2004年3月に、一時「インテリアコーディネーター」の資格を取りたいと考えていた事があった。
- 2004年の夏に、妹たちと3泊4日でバリ島旅行をした。
- 同じく2004年の夏、関根勤の『カンコンキンシアター』を観に行った。
- 以前は、ピアニストという事もあってか「指輪は全く着けない派」だったが、2004年の8月を境に急に沢山着ける様になった。
- ピアスの穴は右に1つ、左に2つ。
- 2004年9月に引っ越しをした。
- 2004年時の関心事は、「茶道・華道・武道・穴場スポット・作曲」だった。
- 2004年から2005年にかけての冬の時期の関心事は、「卓球・ヴァイオリン・アーチェリー・歌・映画・ダンス・ジャズピアノ・黒酢と無調整豆乳を毎日飲む事」だった。ヴァイオリンは友達から習い始め、1回目のレッスンで早くも『きらきら星』をマスター。ダンスは元々オスカーでダンスレッスンを受けていたが、その後自分で別に習い始めるようになった。好奇心が強く、2つともやりたいと思った翌日にやり始めたほどの「思い立ったら即行動派」。
- かなりの方向音痴（本人曰く「人間技じゃない程！地図も読めないし、引っ越した直後の1ヶ月位は、まっすぐ家に帰り着けない。」）
- 好きなお酒はワインと梅酒。
- 甘党というよりは辛党。
- 「ブランチ」卒業後も、佐藤弥生や竹井美咲、白石みきとは交友を続けている。 特に佐藤とは「ゆっちん」・「やーちん」というあだ名で呼び合い、誕生日も近い為、毎年2人で一緒に「合同お祝い会」をしている。また、2007年5月18日に行われた細野のピアノ演奏会にも佐藤は駆け付けている。 この他にも、明治亜貴子（旧芸名：白崎貴子）、今城理菜、青木真麻、御影倫代、石川葉子、梅田陽子、戸塚貴久子、長久保智子、栗原由佳らが、芸能界で親しくしている友人である。
- 名古屋の実家に居た頃、自分の部屋の天井にサッカー選手の川口能活のポスターを貼っていた。
- 好きな映画
  - 『ショーシャンクの空に』
- 好きな本
  - 『失はれる物語』 乙一著
  - 『天使の卵-エンジェルス・エッグ』 村山由佳著
  - 『天使の梯子』 村山由佳著 （上記『天使の卵』の続編）
  - 『邂逅の森』 熊谷達也著
  - 『夜のピクニック』 恩田陸著
  - 『空中ブランコ』 奥田英朗著
  - 『幻夜』 東野圭吾著
  - 他に重松清や桐野夏生の作品
- 好きな曲
  - クラシックのピアノ曲、ボサノヴァ、バラード系の静かな曲。
  - 『終章〜エピローグ〜』 CHAGE and ASKA
  - 『花』 ORANGE RANGE （メロディーが好き）
  - 『ハナミズキ』 一青窈 （姉の結婚式で自ら演奏した曲）
  - 『想い出がいっぱい』 H2O　（同じく姉の結婚式で演奏）
  - 『のこされし者のうた』 浜田真理子 （高校時代の思い出の曲）
  - 『あなたに逢いたくて〜Missing You〜』 松田聖子
  - 他に、浜崎あゆみのバラード曲や、かぐや姫、canna、DEEN、MISIA、ケツメイシの楽曲など。
  - 父や母とよく行くカラオケでは、安室奈美恵やELT、イルカの『なごり雪』もレパートリー。